# Campanularia pygmaea
Campanularia pygmaea är en nässeldjursart som beskrevs av Clark 1875. Campanularia pygmaea ingår i släktet Campanularia och familjen Campanulariidae. Inga underarter finns listade i Catalogue of Life.